# Tífys

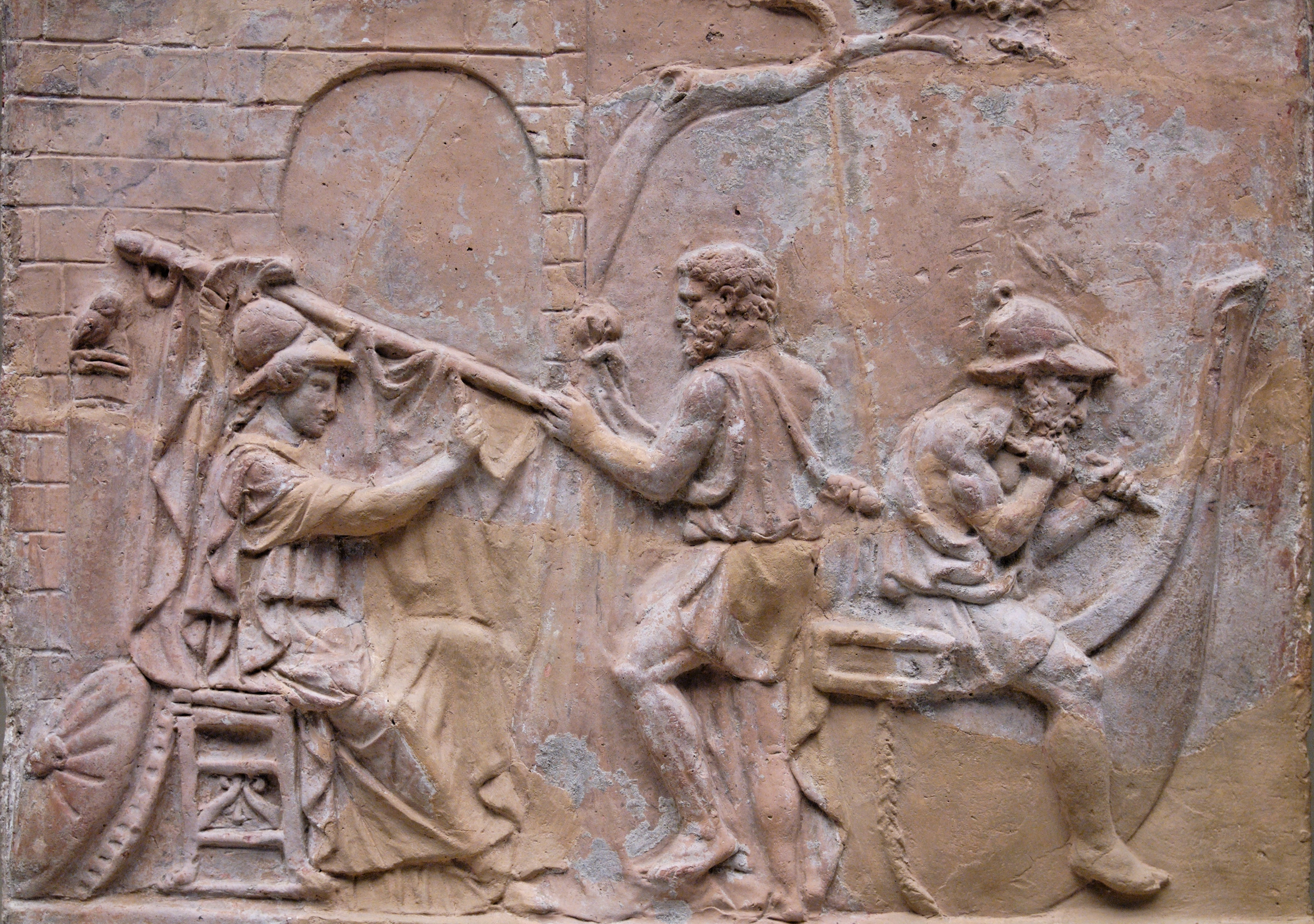
Stavba lodi Argo: Athéna (vlevo) nastavuje plachtu; Tífys (uprostřed) drží ráhno; Argos (vpravo) sedí na zádi. Terakotový reliéf, Britské muzeum

Tífys (latinsky Tiphys) je v řecké mytologii proslulý kormidelník na lodi Argó.
Když se loď Argó připravovala na cestu za zlatým rounem do daleké Kolchidy, její velitel Iásón z Iolku shromažďoval muže z celého Řecka. Padesát míst u vesel i kormidel, jakož i místa věštců, pěvců a ostatní, obsadil výkvět mužů, kteří byli proslaveni nezdolnou silou, duchem, odvahou a mistrovstvím, s jakým se ujali plnění svých povinností.
Důležité místo hlavního kormidelníka získal Tífys a své řemeslo ovládal tak dobře, že toto jméno později obecně označovalo každého, kdo byl výjimečně zdatným a obratným kormidelníkem.
Tífys byl původem z Bojótie a k cestě do dalekých krajů ho vyzvala sama bohyně Athéna. Přesto však jeho osud mu nedovolil prožít celou cestu a navrátit se se svými druhy domů. Když již byli hodně vzdáleni rodné zemi, opustili starého slepého Fínea, jemuž Kalaís a Zétés pomohli od trápení s příšernými Harpyjemi, když propluli divokými a nebezpečnými skalami Symplégadami, přivítal je ve své zemi král Lykos.
Před naloďováním příštího dne napadl věštce Idmona divoký kanec a na rány, které mu způsobil, tento muž zemřel. Posádka za něj truchlila tři dny.
A tehdy onemocněl kormidelník Tífys a po několika hodinách zemřel. Jeho druhové ho trpce oplakávali a navršili mu mohylu vedle Idmóna.
Na uprázdněné místo kormidelníka se hlásili nejméně čtyři muži z posádky, vybrán byl Ankaios a své nové práce se zhostil ke spokojenosti posádky téměř tak dobře jako Tífys.